# Laminacja (petrografia)
Laminacja – występowanie w skale osadowej lub metamorficznej cienkich, najczęściej kilkumilimetrowych warstewek – lamin, różniących się od siebie strukturą lub składem mineralnym. Laminy nie wykazują wewnętrznego zróżnicowania (warstwowania), są więc pod tym względem najdrobniejszymi jednostkami podziału ośrodka skalnego.
Niekiedy używa się niewłaściwie terminu lamina jako synonimu cienkiej warstwy (warstewki).